# بولي سميث
بولي سميث (بالإنجليزية: Polly Smith)‏ هي مصورة وصحفية أمريكية، ولدت في 29 ديسمبر 1908 في روستون في الولايات المتحدة، وتوفيت في 18 يونيو 1980 في أوبورن في الولايات المتحدة.